# Erik Ninn-Hansen
Erik Ninn-Hansen (* 12. April 1922 in Skørpinge Sogn, Seeland; † 20. September 2014) war ein dänischer Rechtsanwalt und Politiker der Konservativen Volkspartei. Er gehörte als Verteidigungs-, Finanz- und Justizminister mehreren Regierungen an und leitete als Parlamentspräsident das Folketing. Als Justizminister machte er sich der Rechtsbeugung schuldig, als er die Familienzusammenführung tamilischer Flüchtlinge vereitelte. Dafür verurteilte ihn das dänische Reichsgericht (Rigsretten) 1995 zu einer Bewährungsstrafe.

## Leben

### Frühes politisches Engagement, Zweiter Weltkrieg und Studium
Bereits als Schüler war Ninn-Hansens Interesse für Politik geweckt, er wurde Vorsitzender des Verbandes konservativer Gymnasiasten in Slagelse. 1939 gelangte er in den Vorstand von Konservativ Ungdom (KU), dem Jugendverband der Konservativen Partei. Dabei schloss er sich dem politischen Kurs von Aksel Møller an, Vorsitzender der Konservativen Studentenvereinigung und später Fraktionsvorsitzender im Folketing. Gemeinsam prägten sie die Zusammenarbeit mit anderen politischen Jugendorganisationen während der deutschen Besetzung Dänemarks. 1940 wurde er Ortsvorsitzender von Dansk Ungdomssamvirke in Skørpinge, einer antinazistischen Kooperation von Jugendorganisationen unterschiedlicher Ausrichtung.
Nach dem Abitur begann er 1941 ein Studium der Rechtswissenschaften an der Universität Kopenhagen, das er 1948 beendete. Während seines Studiums war er zwischen 1942 und 1945 Vorsitzender der Konservativen Studentenvereinigung und von 1945 bis 1947 Mitglied des Senats der Studentenvereinigungen. Er war zwischen 1947 und 1952 Mitglied des Exekutivvorstandes des neugegründeten Volksbildungsverbandes (Folkeligt Oplysningsforbund) sowie in den Jahren 1948 bis 1950 Landesvorsitzender von KU. Nach Abschluss des Studiums war er von 1948 bis 1955 Sekretär am Østre Landsret, dem für den Osten Dänemarks zuständigen Appellationsgericht.

### Rechtsanwalt und Abgeordneter
1952 als Rechtsanwalt zugelassen, nahm er 1954 eine Tätigkeit als Anwalt auf und betrieb zwischen 1955 und 1968 eine eigene Kanzlei.
Ninn-Hansen kandidierte bei der Wahl vom 5. September 1950 im Wahlkreis Kerteminde erfolglos für das Parlament. Bei der darauf folgenden Wahl am 21. April 1953 zog er in das Folketing ein und vertrat dort bis zur Folketingswahl 1960 den Wahlkreis Sorø Amt. Unter dem Fraktionsvorsitzenden Aksel Møller (1955 bis 1958) arbeitete er als Sekretär der Fraktion. 1957 wurde er Mitglied im Ausschuss für Grönland und wirkte an Kommissionen und Gesetzesinitiativen zur Selbstverwaltung Grönlands mit.
1960 erreichte Ninn-Hansen seine Wiederwahl im Wahlkreis Slagelse, 1971 im Wahlkreis Odense Syd og Vest.

### Minister

#### Verteidigungsminister und Reform der Streitkräfte
Nach der Folketingswahl vom 23. Januar 1968 kam es zur Bildung einer bürgerlichen Koalitionsregierung aus Det Radikale Venstre, Der Konservative Folkeparti und Venstre unter Ministerpräsident Hilmar Baunsgaard. Ninn-Hansen trat am 2. Februar 1968 das Amt des Verteidigungsministers an und behielt es bis zum Wechsel ins Finanzministerium am 17. März 1971.
Dabei musste er die unterschiedlichen verteidigungspolitischen Ansichten der drei Koalitionspartner überwinden und zugleich eine Senkung des Verteidigungsbudgets in Höhe von 125 Millionen Kronen hinnehmen. Letztlich verständigte sich die Regierung 1969 auf ein Reformpaket: Es wurde ein Oberkommando der drei Teilstreitkräfte gebildet, der allgemeine Wehrdienst wurde auf zwölf Monate festgesetzt, die reguläre Dienstzeit von Sergeanten endete nun mit 45 Lebensjahren. In die Entscheidungen wurden alle Dienstgradgruppen und Wehrpflichtige in den Verteidigungskommissionen einbezogen.
Außerdem setzte Ninn-Hansen mehrere Rationalisierungsmaßnahmen und Personalkürzungen in den Dänischen Streitkräften (Det Danske Forsvar) durch, die auch die Marinewerften und Munitionsarsenale einschlossen. Während seiner Ministerzeit kam es darüber hinaus zur Freigabe militärischer Flächen in Kopenhagen durch die Auslagerung von Standorten in das Umland.
Allerdings kam es auch zu Protesten, zum Beispiel bei der beabsichtigten Verlagerung des Heeresmaterialkommandos nach Hjørring sowie der traditionsreichen Bådsmandsstrædes Kaserne in Christianshavn. Frederikshavn wurde zum Hauptstützpunkt der Königlichen Marine, während Korsør zum Flottenstützpunkt und das Kopenhagener Stadtquartier Holmen Marinearsenal wurden.

#### Finanzminister
Am 17. März 1971 wurde Ninn-Hansen von Ministerpräsident Baunsgaard als Nachfolger des erkrankten Poul Møller zum Finanzminister ernannt, er übte dieses Amt bis zum Abschied der Regierung Baunsgaard am 11. Oktober 1971 aus. Bereits 1969 hatte er den Finanzminister wegen einer Erkrankung im Amt vertreten müssen und war an der Einführung der Abgeltungssteuer für 1970 beteiligt.

#### Fraktionsvorsitzender und Parteikrise
Nach dem Tod von Innenminister Poul Clorius Sørensen am 29. Juni 1969 und dem Ausscheiden von Poul Møller aus Regierung und Folketing wurde Ninn-Hansen Fraktionsvorsitzender und Spitzenkandidat seiner Partei bei der Folketingswahl vom 21. September 1971.
Die Unzufriedenheit konservativer Wähler mit der Arbeit der Partei in der VKR-Regierung und der Regierungsbilanz insgesamt führte dazu, dass die Konservativen bei der Wahl 1971 sechs ihrer 37 Mandate verloren. Damit verfehlte die Koalition die Mehrheit, so dass der Sozialdemokrat Jens Otto Krag erneut Ministerpräsident werden konnte.
In der Folgezeit wuchs die Kritik an Ninn-Hansen und seiner Arbeit als Fraktionsvorsitzendem, insbesondere in der konservativen Presse. Parteiintern kam es darüber hinaus zu Meinungsverschiedenheiten zwischen Ninn-Hansen, der eine stärker konservative Ausrichtung forderte, und dem Parteivorsitzenden Erik Haunstrup Clemmensen, der für eine punktuelle Zusammenarbeit mit den Sozialdemokraten warb.
Zunächst konnte sich Ninn-Hansen durchsetzen, er setzte auf eine Neuauflage der VKR-Koalition nach der nächsten Wahl. Allerdings erlitt die Konservative Partei bei der Folketingswahl am 4. Dezember 1973 eine empfindliche Wahlniederlage und verlor fast die Hälfte ihrer Abgeordnetenmandate. Zugleich zerschlug sich damit die Möglichkeit einer bürgerlichen Mehrheit, so dass Poul Hartling eine liberale Minderheitsregierung bildete, die nur aus Ministern der Venstre bestand.
Wahlergebnis und Regierungsumbildung waren für Ninn-Hansen eine bittere Enttäuschung und schwere persönliche Niederlage, so dass er 1974 als Fraktionsvorsitzender und politischer Führer der Konservativen Volkspartei zurücktrat. Nachdem auch Parteivorsitzender Haunstrup Clemmensen zurückgetreten war, übernahm kurz darauf Poul Schlüter beide Funktionen.

#### Justizminister, Parlamentspräsident undTamilsagen
In den folgenden Jahren setzte er sich in Zeiten von Regierungskrisen für breit aufgestellte Koalitionsregierungen ein.
Am 10. Dezember 1982 wurde eine Vier-Parteien-Regierung aus Konservativen, Venstre, Zentrumsdemokraten und Christdemokraten (sogenannte Firkløverregeringen, „Glücksklee-Regierung“) unter Ministerpräsident Poul Schlüter gebildet. Ninn-Hansen wurde Justizminister und behielt diesen Posten mehr als sechs Jahre lang bis zu seiner Ablösung durch Hans Peter Clausen am 10. Januar 1989.
Während seiner Amtszeit als Justizminister wurde 1983 das individuelle Asylrecht als ein Menschenrecht anerkannt.
Im Anschluss wurde Ninn-Hansen am 10. Januar 1989 Nachfolger von Svend Jakobsen als Präsident des Folketing. Bereits am 3. Oktober 1989 trat er jedoch vom Amt des Parlamentspräsidenten zurück und übergab dieses ebenfalls an Hans Peter Clausen. Grund für den Rücktritt war die heftige Kritik an seiner Amtsführung als Justizminister: Obwohl die Ausländergesetzgebung die Familienzusammenführung von Flüchtlingen ermöglichte, hatte er die Behörden unter Hinweis auf die Situation in Sri Lanka angewiesen, Zusammenführungen tamilischer Familien abzulehnen. Der Skandal (Tamilsagen) führte zum Sturz der Regierung Schlüter am 25. Januar 1993.
Kurz darauf wurde gegen Ninn-Hansen ein Verfahren vor dem Reichsgericht angestrengt. Eine Ministeranklage wird vor einem Sondergremium verhandelt, das aus fünfzehn Folketingsabgeordneten und fünfzehn Richtern des Obersten Gerichts (Højesteret) besteht. Das Gericht urteilte 1995, dass der Minister Ninn-Hansen gegen geltendes Recht verstoßen habe und sprach eine Bewährungsstrafe von vier Monaten aus. Seit Gründung des Reichsgerichts 1849 war es erst die zweite Verurteilung eines Ministers.

## Veröffentlichungen
- Syv år for VKR, 1974
- Værelse 28 - Dansk politik 1974-1994, 1997